# Cleora pascuaria
Cleora pascuaria là một loài bướm đêm trong họ Geometridae.